# Pekuncen (Wiradesa)
Pekuncen is een bestuurslaag in het regentschap Pekalongan van de provincie Midden-Java, Indonesië. Pekuncen telt 6781 inwoners (volkstelling 2010).